# قيادة قوى الأمن

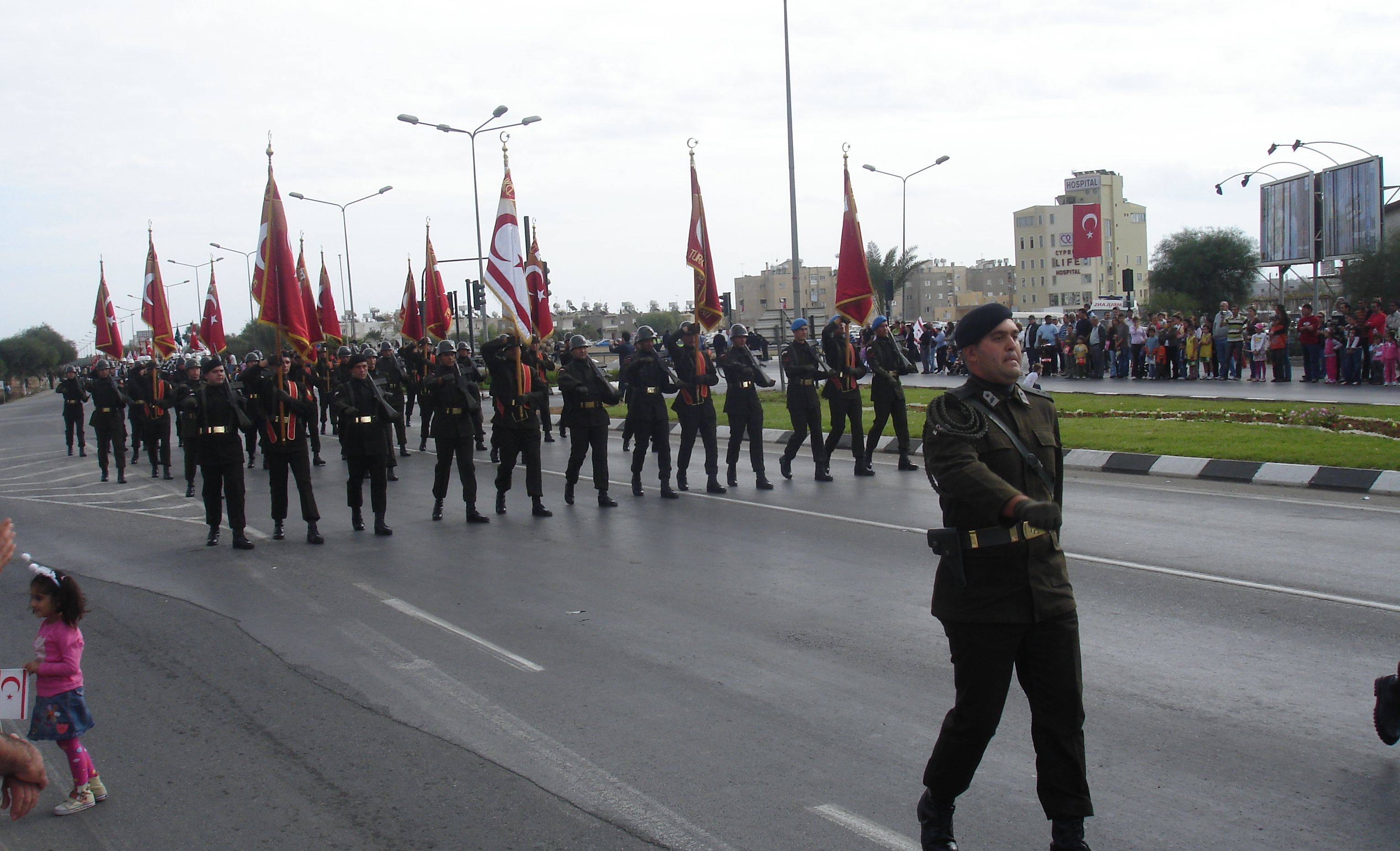
الجنود القبارصة الأتراك التابعون لقيادة قوات الأمن يؤدون عرضًا خلال استعراض يوم الجمهورية لعام 2007.

قيادة قوات الأمن (بالتركية: Güvenlik Kuvvetleri Komutanlığı) هي القوة العسكرية والأمنية للجمهورية التركية لشمال قبرص غير المعترف بها في الغالب.
هي قوة قوامها 9000 فرد وتتكون في الأساس من مجندين من الذكور القبارصة الأتراك الذين تتراوح أعمارهم بين 18 و 40 عامًا. تتكون القوة من قوة أسلحة مشتركة من عناصر برية وجوية و بحرية.
يتم إستكمال ودعم هذه القوة بـ 17,500-30,000 من القوات العسكرية التركية في شمال قبرص المتمركزة في الجزيرة.

## تاريخ
نص دستور جمهورية قبرص على وجود جيش ثنائي الطائفتين (أي القبارصة اليونانيون والأتراك) بنسبة 60/40 في المائة. تم إنشاء الجيش القبرصي المكون من كلتا المجموعتين العرقيتين القبرصية الرئيسيتين في عام 1960، ومع ذلك تم تفكيكه في نطاق الصراع بين الطائفتين 1963-1964. منذ ذلك الحين، حافظت كلتا الطائفتين على قواتها المسلحة المستقلة. حتى قبل الاستقلال، حافظت الطائفة القبرصية التركية (و بالمثل المجتمع القبرصي اليوناني) على قوات شبه عسكرية (Türk Mukavemet Teşkilatı أو TMT )، التي دربها و سلحها الجيش التركي. في عام 1967، تم تغيير اسم هذه القوة إلى Mücahit (" المجاهدين")، وفي عام 1975 تم تغيير الاسم إلى قوة الأمن القبرصية التركية. في عام 1974، قادت تركيا غزوًا لقبرص بهدف حماية الأقلية التركية من السكان بعد أن تسبب إنقلاب مَدعوم من اليونان إلي محاولة إتحاد الجزيرة باليونان. و منذ ذلك الحين لم تكن هُناك حرب في قبرص ولا تزال الجزيرة مُقسمة.

## التنظيم
تخضع قوة الأمن القبرصية التركية لقيادة ضابط من الجيش التركي. يتم تعيين الضابط من قبل القوات المسلحة التركية وهو برتبة لواء، في حين أن قائد القوات العسكرية التركية في شمال قبرص يحمل رتبة ملازم أول.
تضم القوة ٤ أفواج مشاة و قيادة خفر السواحل. بالإضافة إلى ذلك، تم تَضمين منظمة شرطة جمهورية شمال قبرص التركية في قوات الأمن. المنظمة على النحو التالي:
- فوج المشاة الأول
- فوج المشاة الثاني
- فوج مشاة الثالث
- فوج المشاة الرابع
- قيادة وحدة الطيران
- قيادة خفر السواحل في جمهورية شمال قبرص التركية
- المديرية العامة للشرطة
- قيادة فرقة العمليات الخاصة [7]
- قيادة الدعم اللوجستي
- قيادة الطائرات بدون طيار في قاعدة جيجيتكال الجوية [8]

و بحسب مراقبون، يتم تغطية جزء كبير من ميزانية القوة من قِبل الجيش التركي الذي يعتمد عليه في التدريب والتجهيز. كما يُعتقد أن غالبية ضباطها جاءوا من رتب ضباط الجيش التركي في إجازة مؤقتة من مهامهم النظامية وأن عملياته كانت تحت سيطرة الجيش التركي.

## القوة
اعتبارًا من عام 2009، يُعتقد أن قوة هذه القوة تبلغ حوالي 9000 فرد. وقد تم تنظيمها في خمس عشرة كتيبة في لوائين، كتائب مشاة مسلحة بأسلحة خفيفة و بعض وحدات المدفعية المجهزة بقذائف الهاون.
خفر السواحل القبرصي التركي لديه 36 سفينة. يستخدم خفر السواحل: KKTC SG 01 (الفئة: ترك نوع 80 ؛ البناء: 1997-2000 ؛ نشط منذ: 2000)

## الخدمة العسكرية الإلزامية
وفقًا لدستور الجمهورية التركية لشمال قبرص، يقع على كل مواطن واجب الخدمة العسكرية. سن التجنيد 18 سنة.
فترات الخدمة العسكرية:
- 15 شهرًا في الحالة العامة
- 12 شهرا بما يعادل ضابط الاحتياط
- ضابط احتياط رقيب ما يعادل 12 شهرا
- 8 أشهر في حالة توازن قصير المدى
- هو شهر واحد بشرط أن يفي بالتزام الوضع الخاص (مدفوع و / أو خدمة قصيرة الأجل).